# 134008 Davidhammond
134008 Davidhammond è un asteroide della fascia principale. Scoperto nel 2004, presenta un'orbita caratterizzata da un semiasse maggiore pari a 2,733682 UA e da un'eccentricità di 0,086989, inclinata di 17,939254° rispetto all'eclittica. Ha un diametro di 2,549 km e un'albedo di 0,188.
Fa parte della famiglia di asteroidi Watsonia.
Dave Hammond ha lavorato alla missione OSIRIS-REx come responsabile dell'elaborazione scientifica presso lo Science Processing and Operations Center.